# Централен окръг
Централна област (на английски: Central District) на Ботсвана е най-голямата по площ и население. Площта на областта е 142 302 квадратни километра, а населението e 694 500 души (по изчисления за август 2018 г.). Столицата на областта е град Сероуе. Друго голямо селище в областта е град Палапие. В централната област протичат притоци на река Лимпопо, които често причиняват внезапни наводнения. Областта граничи с РЮА и Зимбабве. Разделена е на 8 подобласти.